# Соловьёв, Лев Григорьевич
Лев Григорьевич Соловьёв (1837, Лушниковка, ныне в составе Острогожска — 1919, Усманские Выселки) — российский художник, педагог и поэт.

## Биография
Родился в 1837 (1838)[уточнить] году в крестьянской семье.
Художник-самоучка, начинал как ремесленник, учился в иконописной мастерской в Воронеже.
В 1872—1878 годах жил в городе Санкт-Петербург, вольнослушателем посещал занятия в Императорской Академии художеств.
Вернувшись в Воронеж, много работал как иконописец, писал жанровые картины и портреты, иллюстрировал произведения Н. А. Некрасова.
Публиковал в газете «Дон» статьи об искусстве и обзоры художественных выставок, а также стихи. 
В 1893—1907 годах руководил в Воронеже частной художественной (рисовальной) школой. 
Среди его учеников — Елена Андреевна Киселёва и Александр Никитич Парамонов.
Был дружен с философом Николаем Фёдоровым.
Скончался в октябре[уточнить] 1919 года.

## Картины

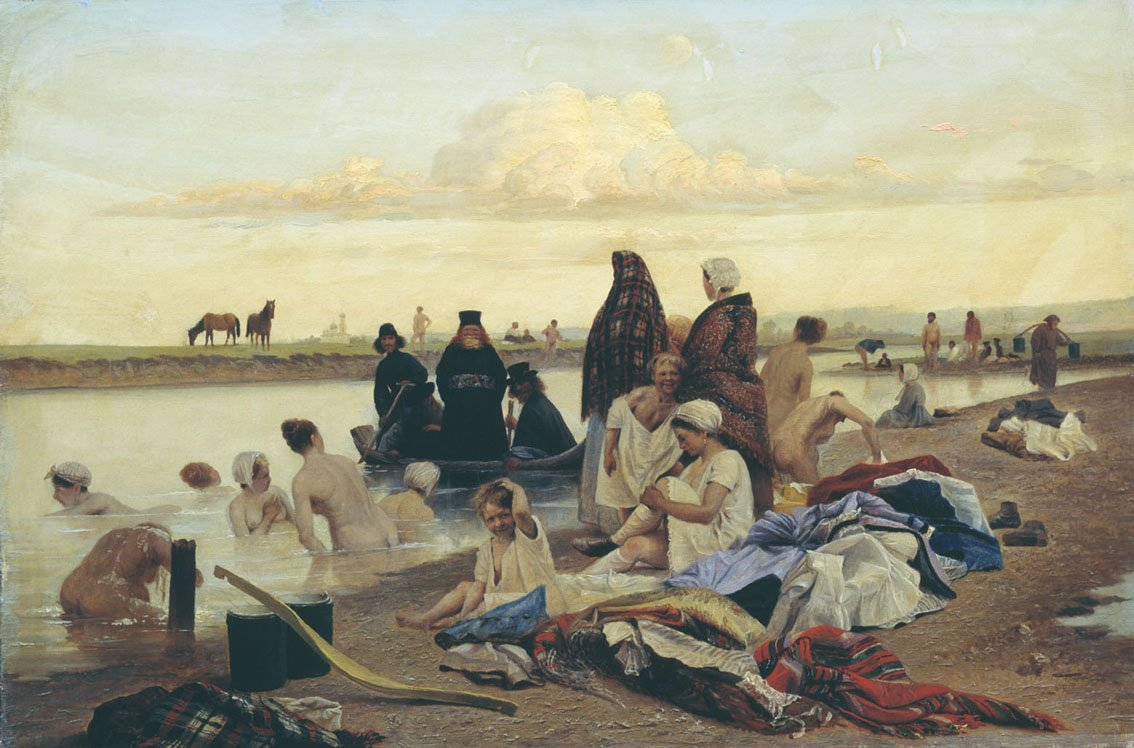
«Монахи» («Не туда заехали»), 1870-е

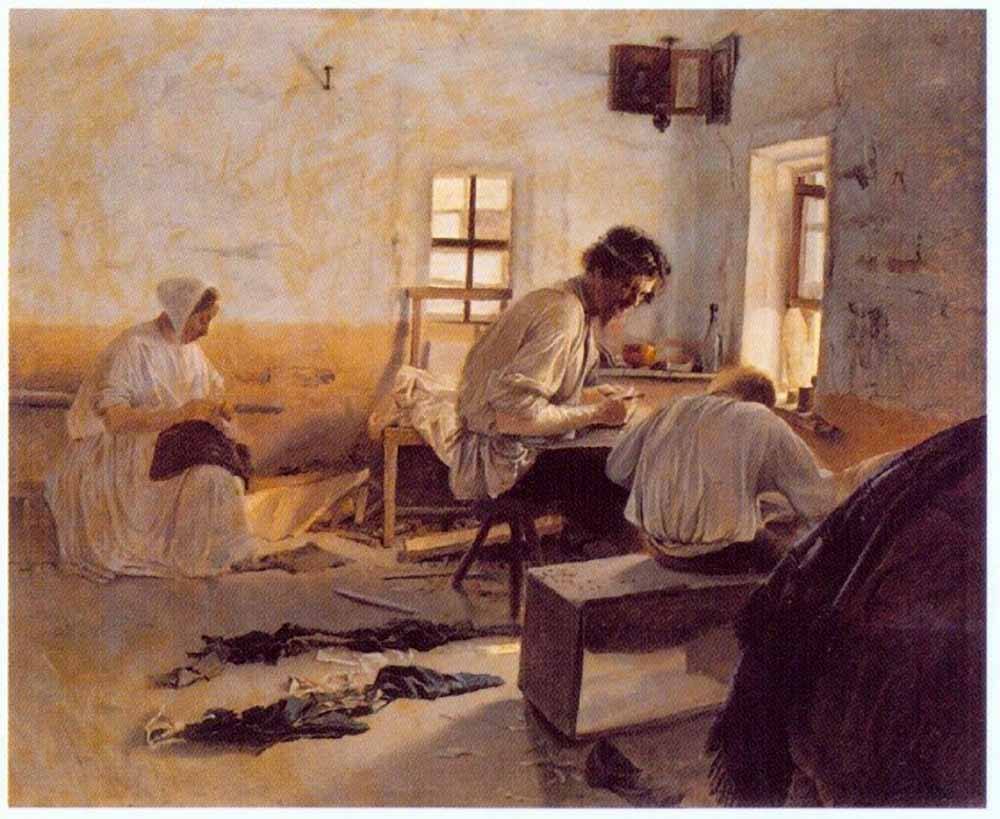
«Сапожники», 1875

Наиболее известная картина Л. Г. Соловьёва — жанровое полотно «Монахи» (холст, масло, 52 см х 78,5 см, 1870-е года), находящееся в Сумском художественном музее. В непрофессиональных источниках  часто приписывается Илье Репину под названием «Приплыли».